# Sent Julian d'Evaun
Sent Julian la Genesta (en francès Saint-Julien-la-Genête) és una comuna (municipi) de França, a la regió de la Nova Aquitània, departament de la Cruesa.
La seva població al cens de 1999 era de 213 habitants. Està integrada a la Communauté de communes d'Évaux-les-Bains et de Chambon-sur-Voueize.

## Demografia
| 1968 | 1975 | 1982 | 1990 | 1999 |
| ---- | ---- | ---- | ---- | ---- |
| 262  | 216  | 186  | 211  | 213  |

## Administració
| Període | Identitat       | Partit |
| ------- | --------------- | ------ |
| 2001-   | Georges Chirade |        |